# Protection collective
Les protections collectives sont celles qui visent à écarter ou protéger en cas d'accident le salarié du danger, diminuant ainsi le risque ou les dommages. Ce sont des mesures techniques qui sont préférables aux mesures de protection individuelles. 

## Exemples de mesures
Pour les risques mécaniques
- les grilles de protection fixes ou amovibles ;
- les barrières immatérielles (ou scanners) qui forment une grille virtuelle ;
- les tapis sensibles ;
- les filets amortisseurs de chutes ;
- les garde-corps des échafaudages ;
- les capots insonorisants sur les machines.

Pour le risque ergonomique
- un encoffrement des zones bruyantes ;
- un manipulateur pour éviter le port de charges lourdes ;
- des barrières écran de protection pour le soudage.

Pour le risque chimique
- l'alimentation automatique des produits (sans intervention humaine), ce dispositif peut être relié au circuit (arrêt d'urgence) qui met la machine en sécurité en cas de franchissement ; il peut aussi déclencher un arrêt machine (arrêt cycle, qui n'isole pas les énergies) ;
- les extracteurs de fumées dans les ateliers ;
- l'arrosage des zones poussiéreuses.

## Contraintes de la protection collective
Pour être efficace, elles doivent éloigner physiquement ou dans le temps le salarié de la source de danger : si le danger est loin et que l'étendue du sinistre potentiel est limitée, il n'y a pas de risque.
Tout en étant efficaces, elles ne doivent pas empêcher de travailler sur l'équipement : cela signifie qu'elles doivent être compatibles avec une utilisation normale de l'équipement. Si elles ne le sont pas ou si elles sont trop contraignantes, les salariés de production ou de maintenance seront tentés de désactiver le dispositif, rendant ainsi nul l'effort de prévention.
En tout état de cause, il est préférable de mettre en place les protections en collaboration avec les utilisateurs.